# Wuqiang
Wuqiang (en chino, 武强; pinyin, Wǔqiáng (escuchar)ⓘ) es un condado bajo la administración directa de la ciudad-prefectura de Hengshui. Se ubica en la provincia de Hebei, este de la República Popular China. Su área es de 442 km² y su población total para 2010 superó los 214 mil habitantes. 

## Administración
El condado de Wuqiang se divide en 6 pueblos que se administran en 4 poblados y 2 villas.

## Toponimia
En el topónimo Wuqiang [/U-Chiáng/] no hay acuerdo sobre su procedencia y significado.
Existen dos teorías sobre el origen del nombre; una es que recibió su nombre de la montaña Wuqiang (武强山) en la zona antigua. un documento de la dinastía Qing registra: "La montaña Wuqiang está a 60 Lis. al este de la prefectura, tiene forma de arco y también se llama Gongxing (弓形山). El nombre del condado se tomó de esto cuando se estableció en la dinastía Jin.
La otra teoría es que recibió el nombre del Marquesado de Wuqiang. Un documento afirma: al héroe Zhuang Bushi se le concedió el título de Marqués de Wuqiang y se estableció el estado de Wuqianghou (武强侯国).